# Frauenberg (Landshut)
Frauenberg ist ein Stadtteil und Ortsteil der kreisfreien Stadt Landshut. Bis 1974 bildete es eine selbstständige Gemeinde. Der Stadtteil hatte Ende 2019 524 Einwohner (ohne den Ortsteil Auloh).

## Lage
Das Kirchdorf Frauenberg liegt etwa fünf Kilometer nordöstlich von Landshut und etwa zwei Kilometer nordwestlich von Adlkofen im Isar-Inn-Hügelland. Der Stadtteil Frauenberg reicht weit darüber hinaus und umfasst das gesamte nordöstliche Gebiet der Stadt Landshut. Ortsteile des Stadtteils Frauenberg sind Aubach, Auloh, Dirnau, Eisgrub, Entenau, Frauenberg, Gretlmühle, Neudeck, Reithof, Schaumburg, Stallwang, Sterneck, Wolfstein und Wolfsteinerau.

## Geschichte
7000 Jahre alte Funde aus der Jungsteinzeit belegen, dass das Gebiet um Frauenberg uraltes Siedlungsgebiet ist. Zahlreiche weitere Bodendenkmäler und Oberflächenfunde dokumentieren eine lange Siedlungsgeschichte. Es handelt sich zum Beispiel um Steingeräte, Silexwerkzeuge (Feuerstein), Keramik, Metallschlacken (Eisenschmelzen) und Hüttenlehm. Auch Hügelgräber sind Zeugen vergangener Zeiten.
Einer Überlieferung zufolge war der Hl. Erhard in der Zeit um 680/690 n. Chr. hier als Wanderbischof missionierend tätig und legte mit dem Bau eines Kirchleins und der Verwendung des „Erhardisteins“ als Altarplatte das Fundament für den Wallfahrtsort Frauenberg. 1204 zerstörte der Bayernherzog Ludwig der Kelheimer die „Straßburg“ der Regensburger Bischöfe und auch den Übergang über die Isar. Sieben Kilometer flussaufwärts gründete Ludwig stattdessen die Stadt Landshut. Damit verlor Frauenberg seine geschichtliche Bedeutung, aber es blieb die Kirche als sichtbarer Grenzpunkt des Bistums Regensburg gegenüber dem Bistum Freising bestehen.
Die älteste Erwähnung des Ortes stammt aus einer Urkunde des Klosters Seligenthal vom 21. April 1298. Das älteste Anwesen, der Weinzierlhof, wird bereits 1411 urkundlich erwähnt. Da Weinzierl altbairisch Winzer bedeutet, ist anzunehmen, dass hier früher Wein angebaut wurde. Tatsächlich gibt es östlich von Frauenberg die Flurbezeichnung Weinberg und sogar eine alte bildliche Darstellung der Weinkelterei „bei Landshut in Niederbayern“.
1568 findet sich der Ort F. Perg in den Bayerischen Landtafeln. Seit dem 14. Jahrhundert zum Gerichtsbezirk Teisbach gehörend, fiel Frauenberg 1752 zum Amt Adlkofen. Im Zuge der Schaffung des Königreichs Bayern im Jahre 1806 wurde auch die Gemeinde Frauenberg gebildet. 1818 zählte Frauenberg 65 Einwohner.
Die Wallfahrt nach Frauenberg setzte auf Anregung der Dominikaner aus Dank über das Ende des Dreißigjährigen Krieges ein. Einen neuen Aufschwung erhielt die Wallfahrt 1854, als 55 Frauen nach dem Ausbruch der Cholera in Landshut auf den Frauenberg pilgerten und danach die Zahl der Cholerakranken zurückging.
Am 16. Dezember 1919 wurde die erste öffentliche Telefonsprechstelle im Gasthaus Kargl eingerichtet, am 14. April 1925 kam mit der Genehmigung zum Bau einer Trafostation der elektrische Strom nach Frauenberg. Die Schochkaserne nordwestlich des Ortes wurde 1936 vollendet. Am 1. August 1974 wurde die Gemeinde Frauenberg im Zuge der Gebietsreform in Bayern in die kreisfreie Stadt Landshut eingemeindet. Die Kaserne wurde am 30. September 1994 aufgelöst und das Gelände am 26. Oktober 2001 als Naturschutzgebiet ausgewiesen. 2003 wurde der Messepark Landshut eröffnet.

## Sehenswürdigkeiten
- Wallfahrtskirche Mariä Heimsuchung. Sie wurde im gotischen Stil zwischen 1470 und 1480 auf den Resten einer romanischen Kirche erbaut. Der Rokokoaltar von 1758 enthält das lebensgroße Gnadenbild, eine Marienfigur von 1480 bis 1490. Der linke neugotische Seitenaltar hat Altarflügel mit Reliefs und eine Predella von 1480 bis 1490 sowie Schnitzfiguren des 14. und 17. Jahrhunderts.

## Bildung und Erziehung
- Grundschule Konradin in Auloh
- Kindergarten St. Vinzenz in Auloh

## Vereine
- Frauenberger Blaskapelle
- Freiwillige Feuerwehr Landshut, Löschzug Frauenberg
- KLJB Frauenberg